# Musikpavillon Baden bei Wien

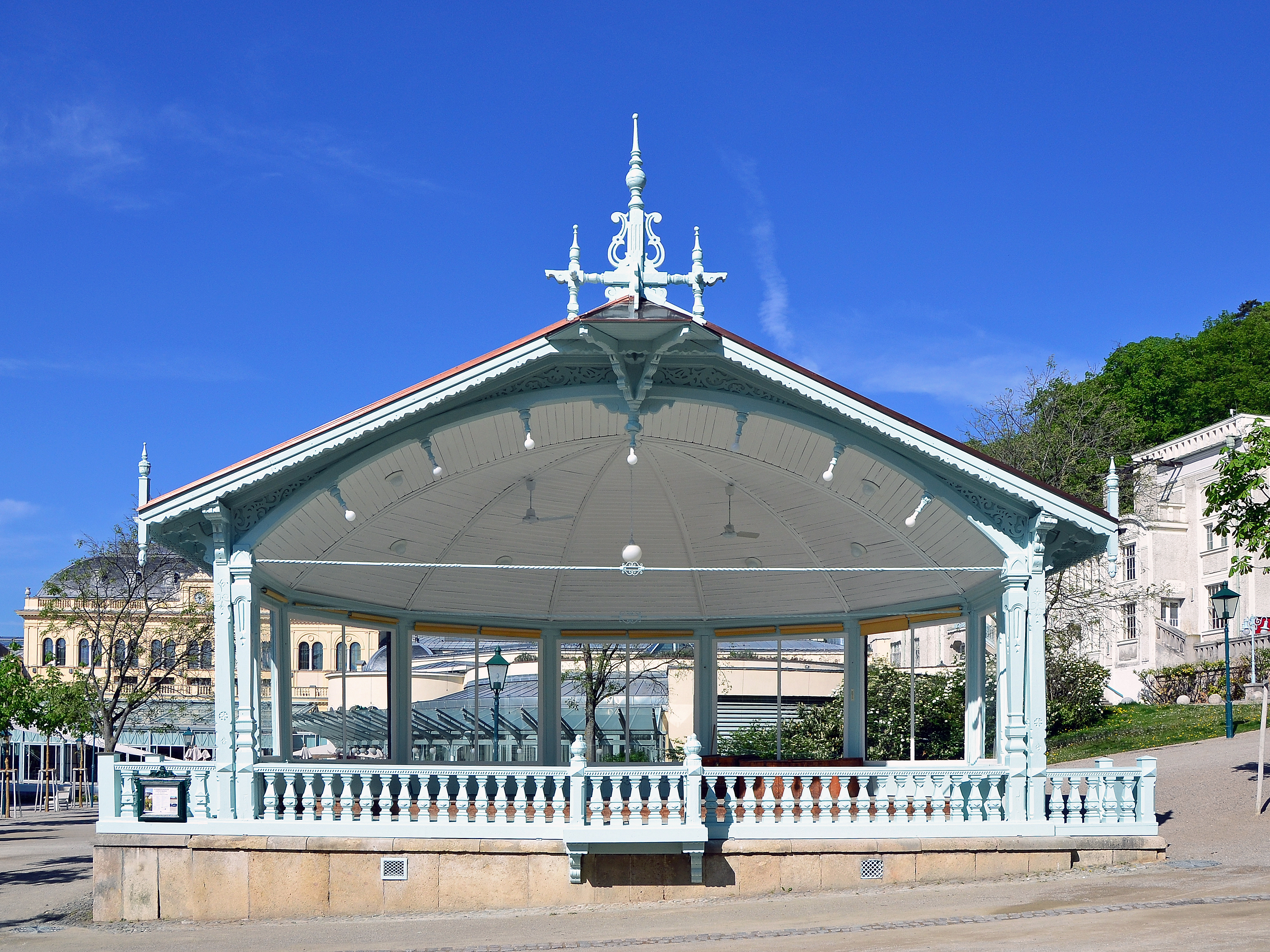
Der Musikpavillon im Jahr 2012

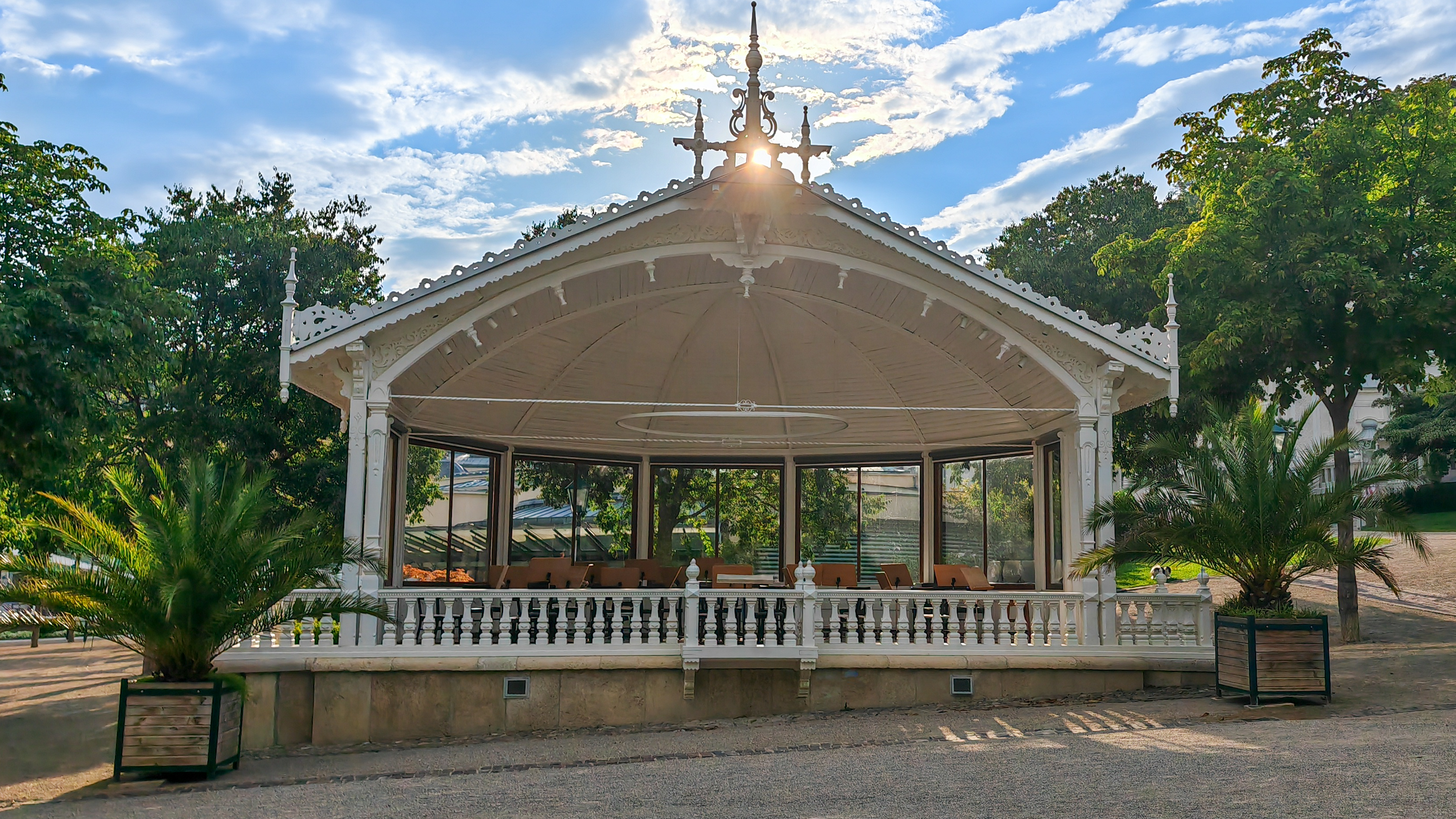
Nach der Renovierung (2024)

Die Musikpavillon steht im Kurpark der Stadtgemeinde Baden in Niederösterreich. Der Musikpavillon steht mit anderen Kurparkbauten unter Denkmalschutz (Listeneintrag).

## Beschreibung
Der Musikpavillon wurde 1894 nach den Plänen des Architekten Josef Schubauer (1861–1930) erbaut. 1991/92 war eine Restaurierung. Bei der Restaurierung 2022 wurden die wiedergefundenen ehemaligen versenkbaren Fenster wieder eingebaut.
Der Holzpavillon bildet ein halbes Zwölfeck mit historistischem Dekor.